# Couëron
Couëron ist eine französische Gemeinde mit 23.541 Einwohnern (Stand 1. Januar 2022) im Département Loire-Atlantique in der Region Pays de la Loire. Sie gehört zum Kanton Saint-Herblain-1.

## Geographie
Die Gemeinde Couëron liegt an der unteren Loire, 16 Kilometer westlich von Nantes.
Der Ort hat einen Halt an der Bahnstrecke Tours–Saint-Nazaire.

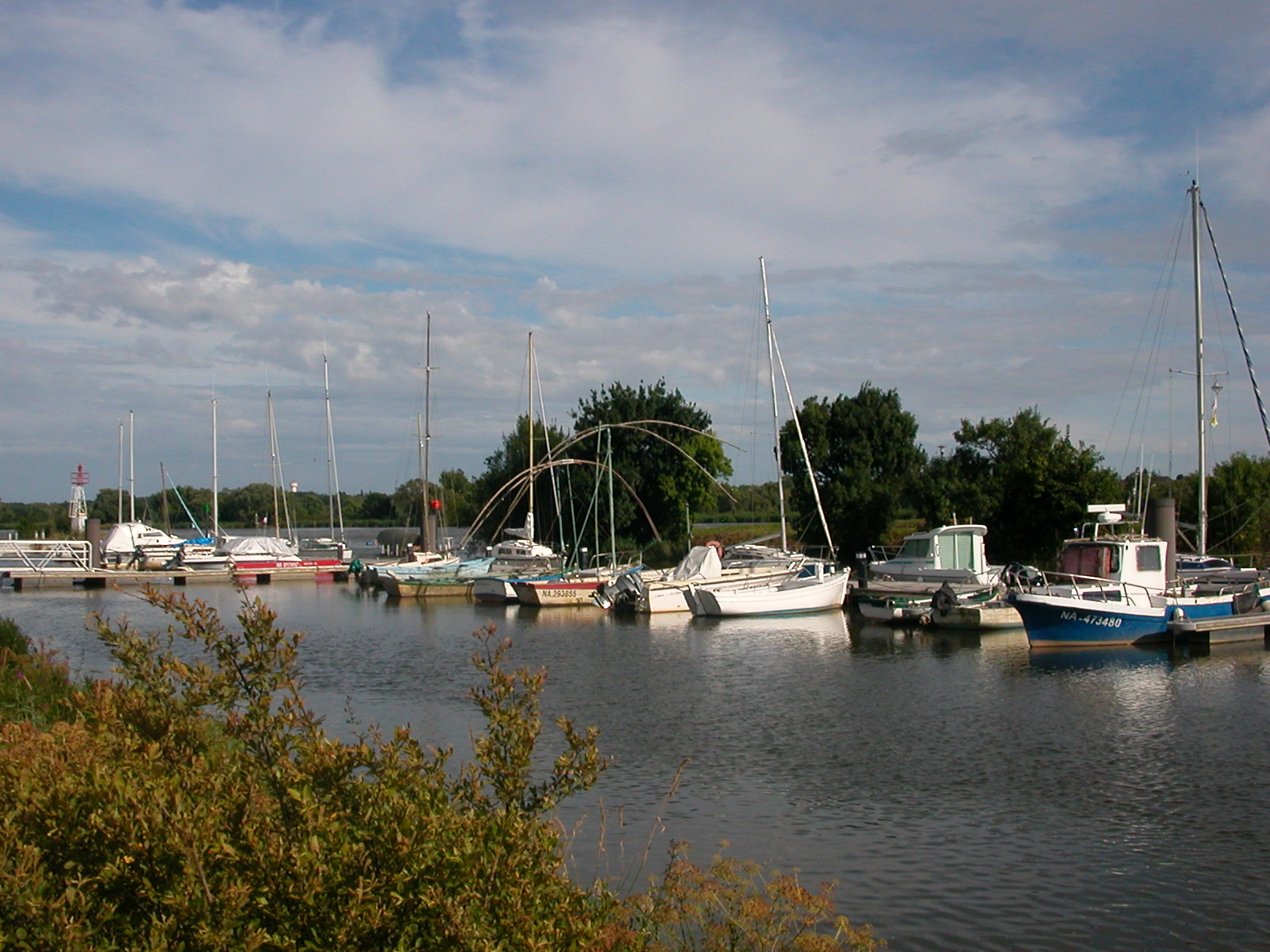
Hafen von Couëron
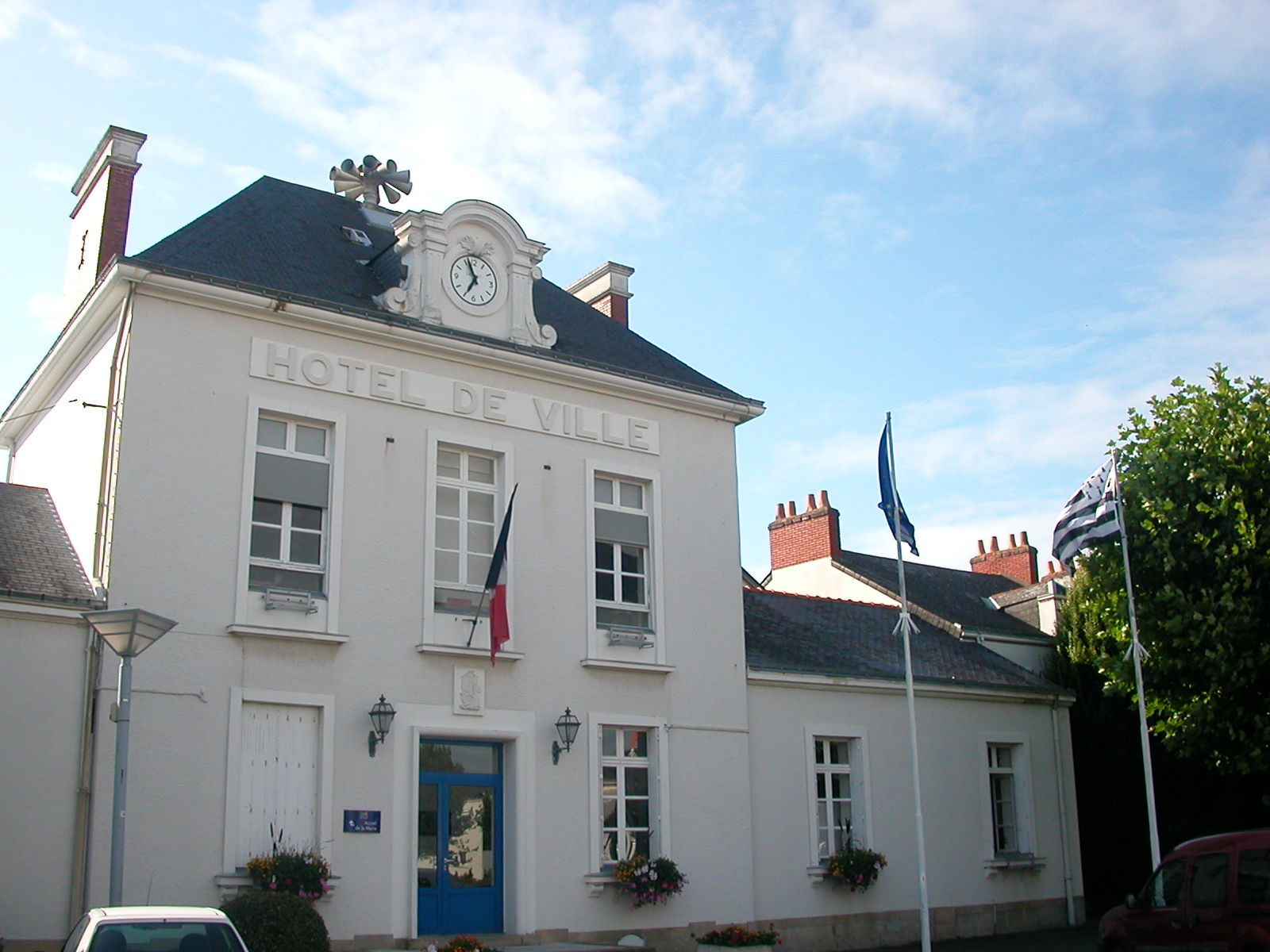
Rathaus von Couëron
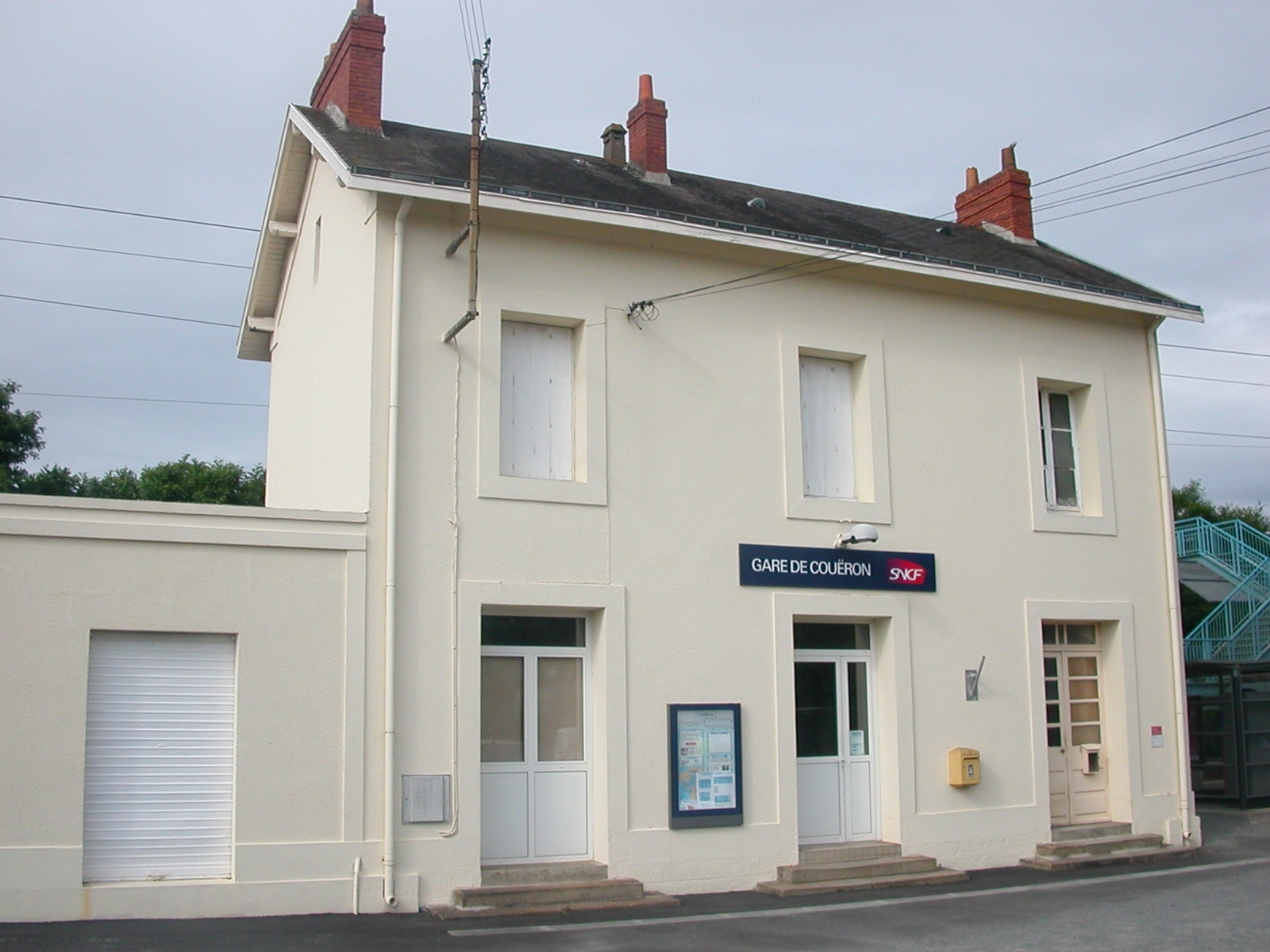
Bahnhof von Couëron

## Bevölkerungsentwicklung
| Jahr                       | 1962   | 1968   | 1975   | 1982   | 1990   | 1999   | 2006   | 2017   |
| Einwohner                  | 11.641 | 12.276 | 13.273 | 14.113 | 16.319 | 17.821 | 18.657 | 21.372 |
| Quellen: Cassini und INSEE |        |        |        |        |        |        |        |        |

## Städtepartnerschaften
Couëron ist durch Städtepartnerschaften verbunden mit Wexford in Irland und Fleurus in Belgien.

## Persönlichkeiten
- John Baptist Mary David PSS (1761–1841), Bischof von Bardstown
- Alcide Dessalines d’Orbigny (1802–1857), Naturwissenschaftler